# Nemosinga strandi
Nemosinga strandi là một loài nhện trong họ Araneidae.
Loài này thuộc chi Nemosinga. Nemosinga strandi được Lodovico di Caporiacco miêu tả năm 1947.